# Vijayanta
El Vijayanta (en español: "Victorioso") fue un tanque de batalla principal construido en la India sobre la base de un diseño autorizado del Vickers Mk.1. El Vijayanta fue el primer carro de combate autóctono del ejército indio.
El prototipo fue completado en 1963 y el tanque entró en servicio el 29 de diciembre de 1965. Los primeros 90 vehículos fueron construidos por Vickers en el Reino Unido. La producción continuó en la Fábrica de Vehículos Pesados en Avadi, con la construcción de 2200 unidades.